# Teresa Stratas
Teresa Stratas, właśc. Anastasia Stratakis (ur. 26 maja 1938 w Toronto) – kanadyjska śpiewaczka (sopran) i aktorka pochodzenia greckiego.

## Życiorys
Studiowała w Royal Conservatory of Music w Toronto. W 1959 wygrała audycję (kontrakt) w Metropolitan Opera w Nowym Jorku, która zapoczątkowała jej wieloletnią współpracę z tą sceną. Jako gwiazda MET Stratas zasłynęła rolami w operach Mozartowskich, a także m.in. w Pericholi Offenbacha, Otellu Verdiego, La Bohème Pucciniego, Peleasie i Melizandzie Debussy’ego, The Last Savage Menottiego, Sprzedanej narzeczonej Smetany. Tryumfy święciła też m.in. w londyńskiej Covent Garden Theatre, w Bayerische Stadtoper w Monachium, na scenach rosyjskich. W 1979 stworzyła dwie pamiętne kreacje: w tytułowej roli w światowej prapremierze trzyaktowej wersji Lulu Albana Berga (reż. Patrice Chéreau, Opera Paryska) i w Aufstieg und Fall der Stadt Mahagonny Kurta Weilla (MET), stając się jedną z najwybitniejszych interpretatorek dzieł Weilla. W latach 80. zagrała w sławnych ekranizacjach Pajaców Ruggera Leoncavalla (1982) i Traviaty Giuseppe Verdiego (1983) w reżyserii Franco Zeffirellego. Na kilka lat przerwała jednak karierę operową, angażując się w pracę u boku Matki Teresy w hospicjum w Kalkucie.
W latach 90. odnosiła sukcesy m.in. w światowej prapremierze The Ghosts of Versailles Corigliano, Die sieben Todsunden Weilla oraz w Płaszczu Giacoma Pucciniego.
Stratas, uznawaną niekiedy za następczynię Marii Callas, należałoby – z uwagi na specyficzny głos i koncentrację na osobowości kreowanych postaci – określić bardziej mianem śpiewającej aktorki niż śpiewaczki sensu stricto; jej role cechuje ogromna ekspresja, głębia psychologiczna i wirtuozeria środków aktorskich.

## Repertuar
- Giuseppe Verdi
  - La Traviata (Violetta Valery)
  - Otello (Desdemona)
- Wolfgang Amadeus Mozart
  - Wesele Figara (Zuzanna, Cherubin)
  - Don Giovanni (Zerlina)
  - Così fan tutte (Despina)
- Giacomo Puccini
  - Cyganeria (Mimi)
  - Madama Butterfly (Cio-Cio-San)
  - Turandot (Liǔ)
  - Tryptyk:
    - Płaszcz (Giorgetta)
    - Siostra Angelica (Angelica)
    - Gianni Schicchi (Lauretta)
- Ruggero Leoncavallo
  - Pajace (Nedda)
- Claude Debussy
  - Peleas i Melisanda (Melizanda)
- Piotr Czajkowski
  - Dama pikowa (Liza)
  - Eugeniusz Oniegin (Tatiana)
- Alban Berg
  - Lulu (Lulu)
- Richard Strauss
  - Salome (Salome)
  - Ariadna na Naksos (Kompozytor)
- Bedřich Smetana
  - Sprzedana narzeczona (Marzenka)